# Thorolf Jansson
Thorolf Kristian Jansson, född 3 mars 1877 i Stockholm, död 1 september 1931 i Stockholm, var en svensk målare och scenograf. Han var son till Johan Christian Jansson.
Jansson efterträdde sin far vid Kungliga Teatern, där han var verksam fram till 1927. Janssons scenografi till bland annat Carmen, Don Juan, Orfeus och flera Wagneroperor väckte på sin tid mycket uppmärksamhet. Hans skisser visas permanent på Stockholmsoperans tredje nedre rad.
Thorolf Jansson finns representerad bland annat på Scenkonstmuseet i Stockholm. Han är begravd på Solna kyrkogård.